# Leonid Leonov

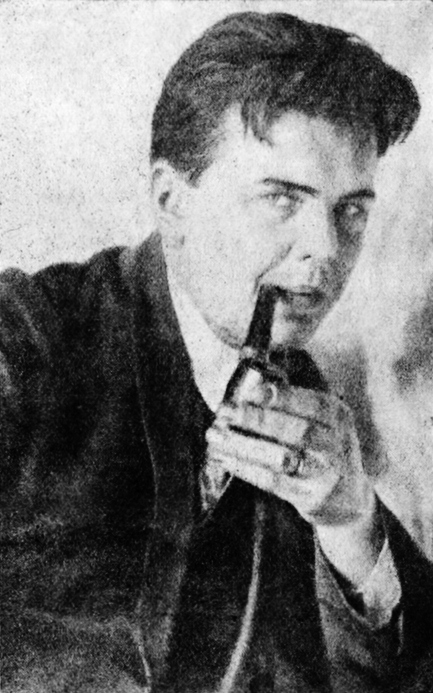
Leonid Leonov, 1929

Leonid Maksimovitsj Leonov (Russisch: Леонид Максимович Леонов) (Moskou, 31 mei 1899 – Moskou, 8 augustus 1994) was een Russisch schrijver en dramaturg.

## Vroege periode
Nadat Leonov als correspondent actief was geweest in de Russische Burgeroorlog publiceerde hij in 1923 zijn eerste verhaal, Het einde van een onbeduidend mens, waarin hij beschrijft hoe de oude intelligentsia en haar cultuur haar waarde hebben verloren.
De eerste grote roman, De dassen, schreef Leonov in 1924 (toneelbewerking 1927). Evenals Fedins roman Steden en jaren geldt het boek als symptomatisch voor de heropleving van de traditionele realistische roman. Het thema is de rebellie van de boeren tegen de stadsmensen. De stad is het symbool van de vooruitgang (ook te lezen als: het communisme) en dus verwerpelijk.
De tweede grote roman van Leonov, De dief (1927), geeft een boeiend beeld van de grootstad Moskou in de jaren twintig. In 1959 publiceerde Leonov een herziene versie van de roman, waarin de sympathie voor de negatieve held (dief) Mitka omslaat in een duidelijke afkeer.
Leonov toont zich met name in zijn werken uit de jaren twintig een duidelijk leerling van Dostojevski. Hij is op zijn best als hij de onbewuste, verborgen motieven van de mensen verbeeldt, de mens die twijfelt, die lijdt. Zijn belangstelling voor formele elementen en experimenten verraadt de verwantschap met de Serapionbroeders.

## Latere periode
Vanaf de jaren dertig levert Leonov zijn bijdrage aan het Socialistisch Realisme. In De papierfabriek van Sot (1932, toneelbewerking 1934), een boek over het vijfjarenplan, schrijft hij over de industrialisering van de Sovjet-Unie en de 'collectieve ziel' daarbij. In de jaren veertig bracht hij met De invasie (1942) een oorlogsdrama, waarvoor hij de Stalinprijs kreeg. In 1953 kreeg hij voor zijn symbolische roman Het Russische woud, over het behoud van de Russische natuur, de Leninprijs. Sommigen zien in de morele problematiek van dit boek (hoe ver mag men gaan met de exploitatie van het bos, lees: het Russische volk) het eerste signaal van de 'dooi' na Jozef Stalin.
In 1972 werd Leonov opgenomen in de Russische Academie van Wetenschappen.